# 杉孫七郎

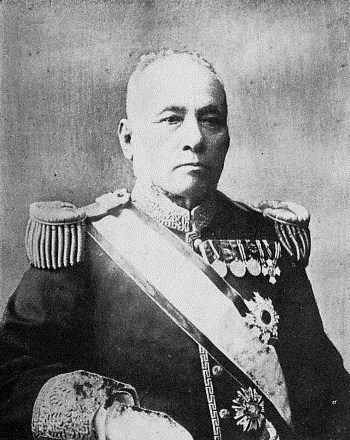
杉孫七郎

杉 孫七郎（すぎ まごしちろう、1835年2月13日〈天保6年1月16日〉- 1920年〈大正9年〉5月3日）は、日本の武士・長州藩士。明治・大正期の官僚、華族（子爵）。諱は重華。字は子華。通称は徳輔・忠次郎・少輔九郎。号は松城・聴雨。

## 来歴・人物
植木五郎右衛門の次男として周防国吉敷郡御堀村（現・山口県山口市）で生まれる。母は周布政之助の姉である。杉考之進盛倫の養子となり、藩校明倫館で学んだ他、吉田松陰にも師事した。藩主の小姓を務めた後、1861年（文久元年）、藩命により江戸幕府の遣欧使節である竹内保徳・松平康英らに従って欧米諸国を視察する。正式の使節団員ではなく、賄方並小使雇人の杉徳輔としての同行だった。帰国後、下関戦争では井上馨と共に和議に尽くし、元治の内乱では高杉晋作を支持しつつも、保守派との軍事衝突には最後まで反対した。四境戦争では長州軍の参謀として活躍した。
明治維新後には山口藩副大参事となる。廃藩置県後の1871年（明治4年）、宮内大丞、秋田県令を歴任後、再度宮内大丞を務める。1874年（明治7年）に宮内少輔、1877年（明治10年）に宮内大輔、1878年（明治11年）に侍補を兼務、後に皇太后宮大夫に転じる。
1884年（明治17年）から1887年（明治20年）まで皇居御造営事務局長を務め、明治宮殿の建設に関わった。1887年（明治20年）5月9日、子爵に叙せられる。1897年（明治30年）9月11日、枢密顧問官に転じ、死去時まで在任した。その間、1898年（明治31年）から1900年（明治33年）まで、初代の東宮御所御造営局長を務める。
書にも優れていた。墓所は青山霊園立山墓地。杉聴雨墓と刻まれており、分かりづらい。
日本ホテル協会会長などを務めた原範行は曾孫。

## 刊行史料
- 『杉孫七郎関係文書』尚友倶楽部・西川誠編（同成社、2023年）

## 栄典
位階
- 1886年（明治19年）10月20日 - 従三位[5]
- 1894年（明治27年）6月30日 - 正三位[6]
- 1901年（明治34年）11月30日 - 従二位[7]
- 1912年（大正元年）12月10日 - 正二位[8]
- 1920年（大正9年）5月3日 - 従一位[9]

爵位
- 1887年（明治20年）5月9日 - 子爵[10]

勲章等
| 受章年                     | 略綬 | 勲章名                   | 備考 |
| -------------------------- | ---- | ------------------------ | ---- |
| 1886年（明治19年）11月30日 |      | 勲二等旭日重光章         |      |
| 1887年（明治20年）12月27日 |      | 金製黄綬褒章             |      |
| 1889年（明治22年）11月25日 |      | 大日本帝国憲法発布記念章 |      |
| 1896年（明治29年）12月25日 |      | 勲一等瑞宝章             |      |
| 1904年（明治37年）12月27日 |      | 旭日大綬章               |      |
| 1912年（大正元年）8月1日   |      | 韓国併合記念章           |      |
| 1915年（大正4年）11月10日  |      | 大礼記念章               |      |
| 1920年（大正9年）5月3日    |      | 旭日桐花大綬章           |      |

外国勲章佩用允許
| 受章年                    | 国籍         | 略綬 | 勲章名                   | 備考 |
| ------------------------- | ------------ | ---- | ------------------------ | ---- |
| 1884年（明治17年）8月20日 | イタリア王国 |      | 王冠勲章グランコルドーネ |      |